# 藤本恵子
藤本 恵子（ふじもと けいこ、1951年3月26日 - ）は、日本の小説家。本姓・山田。

## 来歴
滋賀県大津市生まれ。滋賀県立大津高等学校卒業後、会社勤めをしながら小説家を志し、数年後に上京。
1977年『ウェイトレス』で作家賞。
1986年『比叡を仰ぐ』で文学界新人賞受賞、芥川賞候補。
1991年『南港』で芥川賞候補。
2001年『築地にひびく銅鑼・小説丸山定夫』で開高健賞受賞。

## 著書
- 『クレソン』講談社 1990.3
- 『女三銃士まかり通る』講談社 1992.1
- 『百合鴎』朝日新聞社 1996.7
- 『築地にひびく銅鑼 小説丸山定夫』ティビーエス・ブリタニカ 2001.7
- 『団塊者』講談社 2004.3
- 『被告医師』駒草出版 2007.10